# Tocaia Grande
Tocaia Grande é uma telenovela brasileira produzida e exibida pela Rede Manchete entre 16 de outubro de 1995 e 16 de setembro de 1996, em 236 capítulos, substituindo 74.5: Uma Onda no Ar e sendo substituída por Xica da Silva. Baseada no romance homônimo de Jorge Amado, foi escrita por Duca Rachid, Mário Teixeira e Marcos Lazarini, supervisão de Walter George Durst, sob a direção de Régis Cardoso, João Camargo, J. Alcântara e Jacques Lagôa e direção geral de Walter Avancini.
Conta com Roberto Bonfim, Tânia Alves, Taís Araújo, Leonardo Villar, Carlos Alberto, Miriam Pires, Giovanna Antonelli e Denise Del Vecchio nos papeis principais.

## Produção
Tocaia Grande era a grande esperança da Rede Manchete para voltar a produzir grandes novelas e alavancar a audiência da emissora. A novela não obteve os resultados que a emissora esperava e Adolpho Bloch resolveu trocar o diretor da trama. Walter Avancini assumia o controle da novela e, de imediato, chamou Walter George Durst para escrever a história. Foi a estreia dos atores Dalton Vigh e Taís Araújo na TV. As primeiras providências do novo diretor foram rápidas e os resultados vieram rápido e a novela ficou com uma audiência de 10 pontos em média, com picos de 12.
A novela também significou a volta dos faturamentos e créditos ao canal. As cenas externas foram gravadas na cidade cenográfica de Maricá, onde a Itabuna dos anos 20 estava fielmente retratada. As internas eram geradas do Complexo de Água Grande, onde estavam montados mais de 80 cenários para a superprodução.

## Enredo
Em 1950 em Itabuna, interior da Bahia, Natário é um ex-jagunço que prosperou plantando cacau e decidiu fundar a cidade de Tocaia Grande, irritando os coronéis Boaventura e Elias, inimigos que se unem para destruir o novo poderoso que está lhes roubandos os trabalhadores. O viúvo Natário se encanta por Júlia, uma ex-prostituta que está procurando seus quatro filhos, abandonados por ela na pobreza da juventude. As quarto crianças foram distribuídas por Padre Mariano para as famílias da cidade: Bernarda foi criada por Natário e a falecida Zilda, sendo apaixonada pelo pai adotivo; Sacramento foi criada por Boaventura e Ernestina, que lhe proíbem de namorar para arranjar um bom casamento; Aurélio fugiu de uma família miserável e se juntou aos cangaceiros.
Já Ressurreição continuou no orfanato e se apaixona pelo coronel Felipe, um homem cego prometido para a jovem Marisca e que jurou se vingar de Júlia, que lhe causou a cegueira em um acidente, sem saber que é a mãe de sua amada. Ainda há Jacinta, cafetina que conhece os obscuros segredos dos poderosos e tem uma antiga rivalidade com Julia.

## Elenco
| Ator/atriz         | Personagem                            |
| ------------------ | ------------------------------------- |
| Roberto Bonfim     | Natário da Fonseca                    |
| Tânia Alves        | Júlia Saurê                           |
| Leonardo Villar    | Coronel Elias Daltro                  |
| Carlos Alberto     | Coronel Boaventura Andrade            |
| Taís Araújo        | Bernarda Saurê                        |
| Giovanna Antonelli | Ressurreição Saurê (Ressú)            |
| Victor Wagner      | Coronel Filipe Sampaio                |
| Miriam Pires       | Ernestina Andrade                     |
| Denise Del Vecchio | Jacinta                               |
| Dalton Vigh        | Boaventura Andrade Filho (Venturinha) |
| Carla Regina       | Diná                                  |
| Ana Cecília Costa  | Marisca Morgado                       |
| Edwin Luisi        | Coronel Enoch Morgado                 |
| Geórgia Gomide     | Ludmila Morgado                       |
| Suely Franco       | Marcolina                             |
| Antônio Petrin     | Padre Mariano                         |
| Gabriela Alves     | Sacramento Saurê                      |
| Jackson Costa      | Aurélio Saurê                         |
| Benvindo Siqueira  | Lupicínio                             |
| Antônio Pompeo     | Robustiano                            |
| Ivan de Almeida    | Tobias                                |
| José Dumont        | Né                                    |
| Cláudio Mamberti   |                                       |
| Solange Couto      | Sabina                                |
| Nelson Freitas     | Adão                                  |
| Isaac Bardavid     | Jamil Scaff                           |
| Patrícia Lucchesi  | Maria Mocinha                         |
| Alexandre Zacchia  | Fadul Abdala                          |
| Tião D'Ávila       | João Lírio                            |
| Gabriel Gracindo   | Joca                                  |
| Suzana Pires       | Arusa                                 |
| Maria Ceiça        | Rufina                                |
| Cinthia Rachel     | Alta Rosa                             |
| Domingos Montagner | Celso                                 |
| Núbia Óliiver      | Mimi                                  |
| Regina Restelli    | Gringa                                |
| Joana Limaverde    | Buriti                                |
| Lou Modesto        | Belinha                               |
| Luciana Palhares   | Morena                                |
| Matheus Aguiar     | Justino                               |
| Marco Marcondes    | Terêncio                              |

### Participações especiais
| Ator/atriz        | Personagem       |
| ----------------- | ---------------- |
| Ângela Leal       | Zilda da Fonseca |
| Léa Garcia        | Baronesa Isabel  |
| Marcelo Picchi    | Pif Paf          |
| Gerson Brenner    | Pedro Cigano     |
| Laerte Morrone    | Barão de Itauçu  |
| Bárbara Fazzio    | Baronesa Itauçu  |
| Roberto Frota     | Mestre Rosa      |
| Vic Militello     | Dora Pão-de-Ló   |
| João Signorelli   | Agnaldo          |
| Tina Ferreira     | Ana              |
| Charles Rodrigues | Joá              |

## Ligações Externas
- Tocaia Grande. no IMDb.